# Backstage (альбом)
«Backstage» — п'ятий студійний альбом американської співачки і акторки Шер, який вийшов у липні 1968 року на лейблі «Imperial Records». Цей альбом став першим провалом Шер, не потрапивши до жодного чарту. Загалом, альбом складався з кавер-версій.

## Про альбом
«Backstage» не мав комерційного успіху і не дав жодного хіта. Альбом складався повністю з кавер-версій відомих пісень, він став першим в кар'єрі Шер, що не містив пісень, написаних Сонні Боно.
Продюсером альбому знову став Сонні Боно, а також Деніс Преньолато і Гарольд Баттіст. Альбом став останнім, який вийшов на лейблі на «Imperial Records». В 2007 його перевидали на CD разом зі збіркою хітів Шер «Golden Greats».
Десять з 12 треків альбому також вийшли в 1970 році на платівці «This Is Cher», яку випустив лейбл «Sunset Records» (дочірня компанія «Liberty Records»), туди не ввійшли пісні «A House is Not a Home» і «Song Called Children».
В 2016 році пісню «It All Adds Up Now» використали в рекламній кампанії банку «NatWest», а назву пісні використовували як слоган компанії. Це сталося після успіху реклами «Amazon TV» з використанням хіта дуету «Sonny & Cher» «Little man», що викликав інтерес публіки до творів Шер початку 1960-х років.

## Сингли
У 1968 році на підтримку альбому вийшли два сингли — «The Click Song» і «Take Me For A Little While», але, не дивлячись на позитивні відгуки критиків, обидва пісні не мали комерційного успіху і не потрапили до чартів. Цього ж року Шер записала пісні «Yours Until Tomorrow» і «The Thought Of Loving You», обидві вийшли на синглі, який також залишився непоміченим.

## Список композицій
| Перша сторона | Перша сторона             | Перша сторона              | Перша сторона |
| #             | Назва                     | Автор                      | Тривалість    |
| ------------- | ------------------------- | -------------------------- | ------------- |
| 1.            | «Go Now»                  | Ларрі Бенкс Мілтон Беннетт | 3:56          |
| 2.            | «Carnival»                | Луїз Бонфа Антоніо Марія   | 3:26          |
| 3.            | «It All Adds Up Now»      | Даг Сем                    | 2:57          |
| 4.            | «Reason to Believe»       | Тім Хардін                 | 2:26          |
| 5.            | «Masters of War»          | Боб Ділан                  | 4:09          |
| 6.            | «Do You Believe in Magic» | Джон Себастіан             | 2:36          |

| Друга сторона | Друга сторона                | Друга сторона           | Друга сторона |
| #             | Назва                        | Автор                   | Тривалість    |
| ------------- | ---------------------------- | ----------------------- | ------------- |
| 1.            | «I Wasn't Ready»             | Доктор Джон Джессі Хілл | 2:59          |
| 2.            | «A House Is Not a Home»      | Берт Бахарак Хел Девід  | 2:14          |
| 3.            | «Take Me for a Little While» | Трейд Мартін            | 2:46          |
| 4.            | «Click Song»                 | Міріам Макеба           | 2:53          |
| 5.            | «The Impossible Dream»       | Джо Даріон Мітч Лайг    | 2:26          |
| 6.            | «Song Called Children»       | Боб Вест                | 3:35          |

## Учасники запису
- Шер — головний вокал

Виробництво
- Сонні Боно — продюсер
- Гароль Баттіст — продюсер
- Деніс Преньолато — продюсер
- Стен Росс — звукоінженер

Дизайн
- Сонні Боно — фотографія
- Вуді Вудворд — артдиректор